# Монблански тунел
 Тази статия е за тунела „Монблан“.  За други значения вижте Монблан (пояснение).  
Монбланският тунел (на френски: Tunnel du Mont-Blanc; на италиански: Traforo del Monte Bianco) е автомобилен тунел, прокопан под масива Монблан между Шамони (Франция) и Курмайор (Италия).
Дължината на тунела е 11 611 m, широчината – 8,6 m, а височината – 4,35 m. По-голямата част от тунела се намира във Франция – 7644 m, а в Италия са 3967 m. Тунелът се състои от една галерия, движението става по една лента с ширина 3,5 m във всяка посока. Има профил във вид на несиметрична буква Λ за облекчаване на оттичането на водата. Порталът на тунела от френска страна е на 1274 m н.в., в подножието на ледника Босон, а от италианска – на 1381 m н.в., в подножието на ледника Бренва. Максималната надморска височина на тунела е 1395 m. Максималната дебелина на планинския масив над тунела е 2480 m.
Строителството започва през 1957 г. и завършва едва през 1965 г. За времето си е най-дългият автомобилен тунел в света. За строителните работи са изразходвани около 37 млн. kWh енергия, над 700 тона взривни вещества и 2,7 млн. литра гориво. Работата възлиза на 4,6 млн. човекочаса, вложени са 771 240 болта.
Тунелът, от момента на въвеждане в експлоатация, става един от най-важните пътища в Алпите. По пътя от Франция до Торино се спестяват около 50 km, а до Милано – около 100 km. Ежедневно през тунела минават над 5000 транспортни средства. Преминаването през тунела се заплаща. Пешеходците могат да преминават през тунела с автобуси.

## Пожарът през 1999 г.
На 24 март 1999 г. в тунела избухва пожар, който бушува 53 часа, докато в тунела не изгаря всичко, което е могло да гори. Жертви на огъня стават 39 души, 10 се спасяват. Началникът на службата по безопасност на тунела Жерар Ронколи получава присъда от 6 месеца затвор плюс 24 месеца условно за нарушаване правилата за експлоатация, кметът на Шамони Мишел Шарле получава условно наказание и глоба. След пожара тунелът е затворен почти 3 години. За ремонта са похарчени 400 млн. евро, в хода на ремонта са монтирани 120 камери за видеонаблюдение, 3680 топлинни датчика, осигурени са 37 евакуационни изхода и пункт за първа помощ в средата на тунела.
Повторното откриване на движението става на 5 март 2002 г.

## Правила за безопасност в тунела
- Ако автомобилът се движи с природен газ, необходимо е да се уведоми персоналът на тунела
- Разрешената скорост е не по-малко от 50 и не повече от 70 km/h
- Минимална дистанция между автомобилите при движението – не по-малко от два сини маяка (150 m)
- Минимална дистанция между автомобилите при спиране – не по-малко от 100 m
- В тунела се изисква радиоприемникът да се настрои на честота 103,3 MHz или 107,7 MHz (служебното радио на тунела)
- Не е разрешено да се влиза в тунела с неизправно транспортно средство (евакуацията е за сметка на водача и е много скъпа)
- Забранено е да се спира в тунела без видима причина